# When I Look into Your Eyes
"When I Look into Your Eyes"는 미국의 록 밴드 파이어하우스가 발표한 여섯 번째 싱글이다. 파워 발라드인 이 노래는 밴드의 두 번째 히트 발라드가 되었으며, 1992년 10월 17일 주 빌보드 핫 100에서 8위를 기록했다. 이 노래는 1992년 12월 19일 주 UK 싱글 차트에서 65위를 기록했다.
이 노래는 기타리스트 빌 레버티와 보컬리스트 C. J. 스네어가 작곡했다.

## 비평 반응
빌보드의 평론가 래리 플릭은 이 트랙에 대해 호평을 남겼다. 그는 "문체가 다소 과장되긴 했지만... 이 곡은 톱 40 청취자들의 감성을 자극할 수도 있다"고 생각했다.

## 차트
| 차트 (1992–1993)               | 최고 순위 |
| ------------------------------ | --------- |
| 오스트레일리아 (ARIA)          | 140       |
| 캐나다 탑 싱글 (RPM)           | 20        |
| 영국 싱글 (오피셜 차트 컴퍼니) | 65        |
| 미국 빌보드 핫 100             | 8         |

### 연말 차트
| 차트 (1992)        | 순위 |
| ------------------ | ---- |
| 미국 빌보드 핫 100 | 82   |